# Lekkoatletyka na Letnich Igrzyskach Olimpijskich 2016 – bieg na 800 m kobiet
Bieg na 800 metrów kobiet – jedna z konkurencji lekkoatletycznych rozgrywanych podczas igrzysk olimpijskich w Rio de Janeiro. Zawody były rozgrywane od 17 do 20 sierpnia 2016 roku.
Obrończynią tytułu mistrzowskiego z 2012 roku była Rosjanka Marija Sawinowa.

## Terminarz
Wszystkie godziny podane są w czasie brazylijskim (UTC-03:00) oraz polskim (CEST).
| Data             | Godzina rozpoczęcia | Godzina rozpoczęcia |            |
| Data             | UTC-03:00           | CEST                |            |
| ---------------- | ------------------- | ------------------- | ---------- |
| 17 sierpnia 2016 | 10:55               | 15:55               | Eliminacje |
| 18 sierpnia 2016 | 21:15               | 02:15               | Półfinały  |
| 20 sierpnia 2016 | 21:15               | 02:15               | Finał      |

## Rekordy
Tabela uwzględnia rekordy uzyskane przed rozpoczęciem biegu.
|                                | Zawodnik              | Wynik   | Miejsce     | Data               |
| ------------------------------ | --------------------- | ------- | ----------- | ------------------ |
| Rekord świata                  | Jarmila Kratochvílová | 1:53,28 | Monachium   | 26 lipca 1983(dts) |
| Rekord olimpijski              | Nadieżda Olizarenko   | 1:53,43 | Moskwa      | 27 lipca 1980(dts) |
| Najlepszy wynik w sezonie 2016 | Caster Semenya        | 1:55,33 | Fontvieille | 15 lipca 2016(dts) |

## Wyniki

### Eliminacje
Po dwie najlepsze zawodniczki z każdego biegu (Q) oraz 8 pozostałych z najlepszymi czasami (q) zakwalifikowały się do półfinałów.
Bieg 1
| Pozycja | Tor | Zawodniczka        | Reprezentacja   | Wynik   | Uwagi |
| ------- | --- | ------------------ | --------------- | ------- | ----- |
| 1       | 4   | Lynsey Sharp       | Wielka Brytania | 2:00,83 | Q     |
| 2       | 1   | Amela Terzić       | Serbia          | 2:00,99 | Q,    |
| 3       | 6   | Sahily Diago       | Kuba            | 2:01,38 |       |
| 4       | 8   | Angie Petty        | Nowa Zelandia   | 2:02,40 |       |
| 5       | 7   | Justine Fedronic   | Francja         | 2:02,73 |       |
| 6       | 2   | Olha Lachowa       | Ukraina         | 2:03,02 |       |
| 7       | 3   | Florina Pierdevară | Rumunia         | 2:03,32 |       |
| 8       | 5   | Ciara Everard      | Irlandia        | 2:07,91 |       |

Bieg 2
| Pozycja | Tor | Zawodniczka           | Reprezentacja                      | Wynik   | Uwagi |
| ------- | --- | --------------------- | ---------------------------------- | ------- | ----- |
| 1       | 4   | Caster Semenya        | Południowa Afryka                  | 1:59,31 | Q     |
| 2       | 8   | Ajeé Wilson           | Stany Zjednoczone                  | 1:59,44 | Q,    |
| 3       | 5   | Shelayna Oskan-Clarke | Wielka Brytania                    | 1:59,67 |       |
| 4       | 3   | Wang Chunyu           | Chiny                              | 1:59,93 | SB    |
| 5       | 1   | Margarita Mukaszewa   | Kazachstan                         | 2:00,97 |       |
| 6       | 2   | Claudia Bobocea       | Rumunia                            | 2:03,75 |       |
| 7       | 7a  | Rose Nathike Lokonyen | Olimpijska reprezentacja uchodźców | 2:16,64 |       |
| 8       | 7b  | Houleye Ba            | Mauretania                         | 2:43,52 |       |
| –       | 6   | Rababe Arafi          | Maroko                             | N/A     | DNF   |

Bieg 3
| Pozycja | Tor | Zawodniczka         | Reprezentacja | Wynik   | Uwagi |
| ------- | --- | ------------------- | ------------- | ------- | ----- |
| 1       | 2   | Selina Büchel       | Szwajcaria    | 1:59,00 | Q,    |
| 2       | 6   | Margaret Wambui     | Kenia         | 1:59,66 | Q     |
| 3       | 4   | Natalija Pryszczepa | Ukraina       | 1:59,80 | q     |
| 4       | 7   | Gudaf Tsegay        | Etiopia       | 2:00,13 |       |
| 5       | 5   | Sifan Hassan        | Holandia      | 2:00,27 | SB    |
| 6       | 3   | Tintu Luka          | Indie         | 2:00,58 | SB    |
| 7       | 8   | Selma Kajan         | Australia     | 2:05,20 |       |
| 8       | 1   | Tsepang Sello       | Lesotho       | 2:10,22 |       |

Bieg 4
| Pozycja | Tor | Zawodniczka         | Reprezentacja | Wynik   | Uwagi |
| ------- | --- | ------------------- | ------------- | ------- | ----- |
| 1       | 3   | Melissa Bishop      | Kanada        | 1:58,38 | Q     |
| 2       | 4   | Marina Arzamasowa   | Białoruś      | 1:58,44 | Q,    |
| 3       | 5   | Habitam Alemu       | Etiopia       | 1:58,99 | q,    |
| 4       | 7   | Noélie Yarigo       | Benin         | 1:59,12 | q     |
| 5       | 2   | Halimah Nakaayi     | Uganda        | 1:59,78 | q     |
| 6       | 8   | Aníta Hinriksdóttir | Islandia      | 2:00,14 | SB    |
| 7       | 1   | Christina Hering    | Niemcy        | 2:01,04 |       |
| 8       | 6   | Fatma El Sharnouby  | Egipt         | 2:21,24 |       |

Bieg 5
| Pozycja | Tor | Zawodniczka        | Reprezentacja     | Wynik   | Uwagi |
| ------- | --- | ------------------ | ----------------- | ------- | ----- |
| 1       | 3   | Eunice Sum         | Kenia             | 1:59,83 | Q     |
| 2       | 2   | Natalija Łupu      | Ukraina           | 1:59,91 | Q     |
| 3       | 7   | Kate Grace         | Stany Zjednoczone | 1:59,96 | q     |
| 4       | 8   | Renée Eykens       | Belgia            | 2:00,00 | q     |
| 5       | 1   | Tigst Assefa       | Etiopia           | 2:00,21 |       |
| 6       | 6   | Winnie Nanyondo    | Uganda            | 2:02,77 | SB    |
| 7       | 4   | Amna Bakhit        | Sudan             | 2:07,65 |       |
| 8       | 5   | Swe Li Myint Myint | Mjanma            | 2:16,98 |       |

Bieg 6
| Pozycja | Tor | Zawodniczka        | Reprezentacja | Wynik   | Uwagi |
| ------- | --- | ------------------ | ------------- | ------- | ----- |
| 1       | 3   | Angelika Cichocka  | Polska        | 2:00,42 | Q     |
| 2       | 1   | Yusneysi Santiusti | Włochy        | 2:00,45 | Q     |
| 3       | 4   | Rose Mary Almanza  | Kuba          | 2:00,50 |       |
| 4       | 8   | Malika Akkawi      | Maroko        | 2:00,52 |       |
| 5       | 7   | Hedda Hynne        | Norwegia      | 2:01,64 | SB    |
| 6       | 2   | Déborah Rodríguez  | Urugwaj       | 2:01,86 |       |
| 7       | 5   | Simoya Campbell    | Jamajka       | 2:02,07 |       |
| 8       | 6   | Charline Mathias   | Luksemburg    | 2:09,30 |       |

Bieg 7
| Pozycja | Tor | Zawodniczka      | Reprezentacja | Wynik   | Uwagi |
| ------- | --- | ---------------- | ------------- | ------- | ----- |
| 1       | 1   | Joanna Jóźwik    | Polska        | 2:01,58 | Q     |
| 2       | 6   | Winny Chebet     | Kenia         | 2:01,65 | Q     |
| 3       | 8   | Esther Guerrero  | Hiszpania     | 2:01,85 |       |
| 4       | 4   | Lisneidy Veitia  | Kuba          | 2:02,10 |       |
| 5       | 2   | Rénelle Lamote   | Francja       | 2:02,19 |       |
| 6       | 5   | Eglė Balčiūnaitė | Litwa         | 2:02,98 | SB    |
| 7       | 7   | Kenia Sinclair   | Jamajka       | 2:03,76 |       |
| 8       | 3   | Flávia de Lima   | Brazylia      | 2:03,78 | SB    |

Bieg 8
| Pozycja | Tor | Zawodniczka           | Reprezentacja                | Wynik   | Uwagi |
| ------- | --- | --------------------- | ---------------------------- | ------- | ----- |
| 1       | 4   | Francine Niyonsaba    | Burundi                      | 1:59,84 | Q     |
| 2       | 5   | Lovisa Lindh          | Szwecja                      | 2:00,04 | Q,    |
| 3       | 8   | Natoya Goule          | Jamajka                      | 2:00,49 |       |
| 4       | 3   | Lucia Hrivnák Klocová | Słowacja                     | 2:00,57 | SB    |
| 5       | 7   | Julija Karol          | Białoruś                     | 2:01,09 | PB    |
| 6       | 2   | Chrishuna Williams    | Stany Zjednoczone            | 2:01,19 |       |
| 7       | 1   | Fabienne Kohlmann     | Niemcy                       | 2:05,36 |       |
| 8       | 6   | Elisabeth Mandaba     | Republika Środkowoafrykańska | 2:11,70 | NR    |

### Półfinały
Po dwie najlepsze zawodniczki z każdego półfinału (Q) oraz 2 pozostałe z najlepszymi czasami (q) zakwalifikowały się do finału.
Półfinał 1
| Pozycja | Tor | Zawodniczka         | Reprezentacja     | Wynik   | Uwagi |
| ------- | --- | ------------------- | ----------------- | ------- | ----- |
| 1       | 3   | Margaret Wambui     | Kenia             | 1:59,21 | Q     |
| 2       | 6   | Francine Niyonsaba  | Burundi           | 1:59,59 | Q     |
| 3       | 7   | Ajeé Wilson         | Stany Zjednoczone | 1:59,75 |       |
| 4       | 4   | Natalija Pryszczepa | Ukraina           | 1:59,95 |       |
| 5       | 1   | Renée Eykens        | Belgia            | 2:00,45 |       |
| 6       | 8   | Halimah Nakaayi     | Uganda            | 2:00,63 |       |
| 7       | 2   | Yusneysi Santiusti  | Włochy            | 2:00,80 |       |
| 8       | 5   | Angelika Cichocka   | Polska            | 2:01,29 |       |

Półfinał 2
| Pozycja | Tor | Zawodniczka           | Reprezentacja   | Wynik   | Uwagi |
| ------- | --- | --------------------- | --------------- | ------- | ----- |
| 1       | 1   | Joanna Jóźwik         | Polska          | 1:58,93 | Q,    |
| 2       | 4   | Melissa Bishop        | Kanada          | 1:59,05 | Q     |
| 3       | 5   | Selina Büchel         | Szwajcaria      | 1:59,35 |       |
| 4       | 2   | Lovisa Lindh          | Szwecja         | 1:59,41 | PB    |
| 5       | 7   | Shelayna Oskan-Clarke | Wielka Brytania | 1:59,45 | SB    |
| 6       | 6   | Habitam Alemu         | Etiopia         | 2:00,07 |       |
| 7       | 3   | Eunice Sum            | Kenia           | 2:00,88 |       |
| 8       | 8   | Natalija Łupu         | Ukraina         | 2:02,10 |       |

Półfinał 3
| Pozycja | Tor | Zawodniczka       | Reprezentacja     | Wynik   | Uwagi |
| ------- | --- | ----------------- | ----------------- | ------- | ----- |
| 1       | 5   | Caster Semenya    | Południowa Afryka | 1:58,15 | Q     |
| 2       | 4   | Lynsey Sharp      | Wielka Brytania   | 1:58,65 | Q     |
| 3       | 6   | Kate Grace        | Stany Zjednoczone | 1:58,79 | q,    |
| 4       | 3   | Marina Arzamasowa | Białoruś          | 1:58,87 | q     |
| 5       | 8   | Noélie Yarigo     | Benin             | 1:59,78 |       |
| 6       | 7   | Winny Chebet      | Kenia             | 2:01,90 |       |
| 7       | 2   | Amela Terzić      | Serbia            | 2:03,81 |       |
| 8       | 1   | Wang Chunyu       | Chiny             | 2:04,05 |       |

### Finał
| Pozycja | Tor | Zawodniczka        | Reprezentacja     | Wynik   | Uwagi |
| ------- | --- | ------------------ | ----------------- | ------- | ----- |
| 1. !    | 3   | Caster Semenya     | Południowa Afryka | 1:55,28 | NR    |
| 2. !    | 5   | Francine Niyonsaba | Burundi           | 1:56,49 |       |
| 3. !    | 4   | Margaret Wambui    | Kenia             | 1:56,89 | PB    |
| 4       | 6   | Melissa Bishop     | Kanada            | 1:57,02 | NR    |
| 5       | 2   | Joanna Jóźwik      | Polska            | 1:57,37 | PB    |
| 6       | 7   | Lynsey Sharp       | Wielka Brytania   | 1:57,69 | PB    |
| 7       | 8   | Marina Arzamasowa  | Białoruś          | 1:59,10 |       |
| 8       | 1   | Kate Grace         | Stany Zjednoczone | 1:59,57 |       |

Źródło: Rio 2016